# Adrian Metcalfe
Pour les articles homonymes, voir Metcalfe.
Adrian Peter Metcalfe  (né le 2 mars 1942 à Bradford et mort le 8 juillet 2021) est un athlète britannique spécialiste du 400 mètres. Concourant pour l'Université d'Oxford, il mesure 1,88 m pour 87 kg. Il est l'ancien détenteur du record d'Europe du 4 × 400 mètres en 3 min 01 s 6 réalisés à Tokyo au Japon en 1964.

## Carrière

### Palmarès
| Date | Compétition                                     | Lieu         | Résultat | Épreuve    | Performance       |
| ---- | ----------------------------------------------- | ------------ | -------- | ---------- | ----------------- |
| 1962 | Jeux de l'Empire britannique et du Commonwealth | Perth        | 2e       | 4 × 400 m  | 3 min 11 s 2      |
| 1962 | Championnats d'Europe                           | Belgrade     | 4e       | 400 mètres | 46 s 4            |
| 1962 | Championnats d'Europe                           | Belgrade     | 2e       | 4 × 400 m  | 3 min 05 s 9      |
| 1963 | Universiade d'été                               | Porto Alegre | 1er      | 400 mètres | 46 s 75           |
| 1963 | Universiade d'été                               | Porto Alegre | 1er      | 4 × 400 m  | 3 min 12 s 02     |
| 1964 | Jeux olympiques d'été                           | Tokyo        | 2e       | 4 × 400 m  | 3 min 01 s 6 (AR) |

### Records
| Épreuve    | Performance | Lieu | Date |
| ---------- | ----------- | ---- | ---- |
| 400 mètres | 45 s 7      |      | 1961 |